# Trakea
Trakea  er et net af tynde rør, såkaldte trakearør, og er en del af åndedrættet hos en række laverestående dyr. 
Trakeaer findes hos laverestående dyr, som blandt andet insekter og enkelte edderkopper. Fælles, for dyr som har trakeaer, er, at de ikke har lunger eller gæller til at optage oxygen. Til gengæld forsyner trakeaen alle kroppens celler direkte med oxygenen fra atmosfæren.
| Biologi | Spire Denne artikel om biologi er en spire som bør udbygges. Du er velkommen til at hjælpe Wikipedia ved at udvide den. |